# Ievgueni Slutski
Ievgueni Slutski   (7 d'abril de 1880 (Julià) - Moscou, 10 de març de 1948) (rus Евгений Евгеньевич Слуцкий) fou un economista rus. Inicià la seva formació com a matemàtic a Kíev i enginyer a Múnic.
S'interessà posteriorment per l'economia política i el dret. Col·laborà amb l'Institut Central de Meteorologia (1931-34) i des del 1934 amb l'Institut Matemàtic de l'Acadèmia de Ciències de l'URSS. L'obra per la qual és més conegut és l'article sobre la teoria del comportament del consumidor (1915), en el qual estableix les relacions existents entre els preus, la renda i el consum i, en especial, la juxtaposició de l'efecte renda i l'efecte substitució, ocasionada per la modificació del preu d'un bé. Aquesta acció acumulativa fou coneguda com a efecte Slutski.
Posteriorment es dedicà a la teoria de les probabilitats i fou un dels introductors de la teoria dels processos estocàstics, presentada en l'article The Summation of Random Causes as the Source of Ciclic Processes (1927).

## Obres
- On the Criterion of Goodness of Fit of the Regression Lines and on the Best Method of Fitting them to Data, 1914, a Journal of Royal Statistical Society.
- Sulla teoria del bilancio del consummatore, 1915, al Giornale degli Economisti.
- Über stochastische Asymptoten und Grenzwerte, 1925, a Matematischen Annalen.
- The Summation of Random Causes as the Source of Cyclical Processes, 1927 (a Econometrica, 1937).
- Sur un criterium de la convergence stochastique des ensembles de valeurs eventuelles, 1929, a Comptes Rendu des seances de l'Academie des Sciences.
- Quelques Propositions sur les Limities Stochastiques Eventuelles, 1929, a Compte Rendu des seances de l'Academie des Sciences.
- Tables for the Computation of the Incomplete Gamma Function and the Chi-Square Probability Distribution, 1950.
- Selected Works of Eugen Slutsky, 1960.